# Poecilimon mariannae
Poecilimon mariannae är en insektsart som beskrevs av Heller, K.-g. 1988. Poecilimon mariannae ingår i släktet Poecilimon och familjen vårtbitare. Inga underarter finns listade i Catalogue of Life.